# Nacer Abdellah
Nacer Abdellah (Sidi Slimane, 3 maart 1966) is een Marokkaans zakenman en voormalig Profvoetballer. Gedurende zijn voetbalcarrière speelde hij voor verschillende betaaldvoetbalclubs in België, Nederland en Marokko. Als international speelde Abdellah 24 interlands voor het Marokkaans voetbalelftal, onder meer tijdens het WK 1994 in de Verenigde Staten.
Na beëindiging van zijn actieve voetballoopbaan fungeerde hij als vertegenwoordiger van de Braziliaanse IZC Holding en enkele Qatarese sportinvesteringsbedrijven. Abdellah probeerde achtereenvolgens de clubs Antwerp FC, Sporting Charleroi en Fortuna Sittard over te nemen, maar alle pogingen liepen op niets uit.